# Foo (Mario)
Foo is een personage rond de Mario-reeks.

## Karakteromschrijving
Foo is een wit wolkje met zwarte ogen en rode/roze lippen waarmee hij lucht kan blazen. Hij is een vijand van Mario die lucht naar hem toeblaast in de hoop dat hij even niks kan zien. Als Mario de draaisprong doet, kan hij die lucht weghalen. Foo is te verslaan met elke kracht en door op hem te springen. Hij komt voor in New Super Mario Bros. Wii en New Super Mario Bros. U.